# Massif dunaire de Héauville à Vauville
Massif dunaire de Héauville à Vauville este o arie protejată (sit de importanță comunitară — SCI) din Franța întinsă pe o suprafață de 752 ha, din care 7 % marine.

## Localizare
Centrul sitului Massif dunaire de Héauville à Vauville este situat la coordonatele 49°35′56″N 1°49′54″W / 49.59889°N 1.83167°V.

## Înființare
Situl Massif dunaire de Héauville à Vauville a fost declarat arie specială de conservare în baza directivei 92/43 din 1992 referitoare la conservarea habitatelor naturale și a faunei și florei sălbatice pentru a proteja 1 specie de animale.

## Biodiversitate
Situată în ecoregiunea atlantică, aria protejată conține 13 habitate naturale: Liziere de ierburi înalte hidrofile de câmpie și de nivel montan până la alpin, Dune împădurite din regiunile atlantică, continentală și boreală, Ape stătătoare oligotrofe până la mezotrofe, cu vegetație de Littorelletea uniflorae și/sau de Isoëto-Nanojuncetea, Păduri aluvionare cu Alnus glutinosa și Fraxinus excelsior (Alno-Padion, Alnion incanae, Salicion albae), Depresiuni intradunale umede, Pășuni atlantice udate de apa mării (Glauco-Puccinellietalia maritimae), Dune de coastă fixe cu vegetație erbacee („dune gri”), Dune mobile de-a lungul țărmului cu Ammophila arenaria („dune albe”), Vegetație anuală la limita mareei, Dune mobile cu vegetație embrionară, Dune cu Salix repens ssp. argentea (Salicion arenariae), Lacuri eutrofice naturale cu vegetație de tip Magnopotamion sau Hydrocharition, Terase mlăștinoase și terase nisipoase neacoperite de apă la reflux.
La baza desemnării sitului se află o specie protejată de  amfibieni: triton cu creastă (Triturus cristatus).
Pe lângă speciile protejate, pe teritoriul sitului au mai fost identificate 16 specii de plante, 4 specii de păsări, 4 specii de amfibieni.